# Rheintalische Strassenbahn
La Rheintalische Strassenbahn (acronimo RhStB) era una società di trasporto tranviario dell'area renana del Canton San Gallo, in Svizzera che gestì la tranvia a scartamento metrico  Altstätten-Berneck.

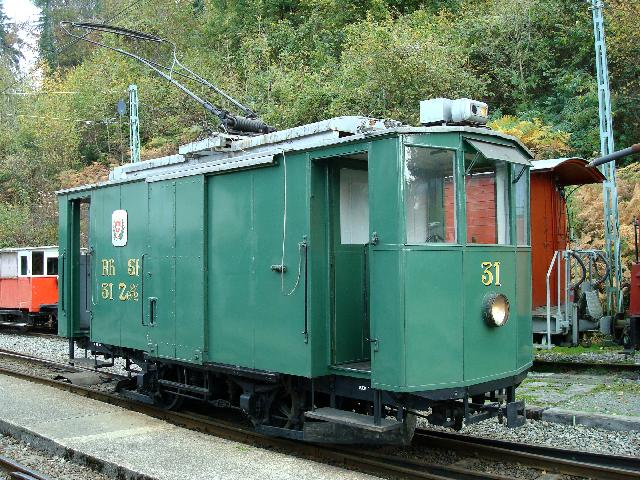
Una locomotiva tranviaria preservata nel parco della ferrovia Museo Blonay-Chamby

## Storia
La prima tratta del percorso fu inaugurata, nel 1897, dalla società Altstätten-Berneck-Bahn (ABB), come linea tranviaria elettrica a 600 volt corrente continua, Altstätten-Heerbrugg-Berneck.
Nel 1911 venne aperta la ferrovia Altstätten-Gais (AG) e nel 1912 questa prese la gestione della ABB prolungando il suo percorso fino al Municipio (Rathaus) di Altstätten mediante il percorso della ABB. Nel 1915 la linea cambiò nome in Rheintalische Strassenbahn (Tranvia della valle del Reno)(RhSt) estendendo la rete da Heerbrugg per Diepoldsau.
In seguito alle difficoltà economiche degli anni trenta ci fu il primo tentativo di sostituire la linea di tram con autobus ma venne rinviata.
Nel 1956, la tratta di linea tra Heerbrugg e Diepoldsau fu soppressa e sostituita con autobus di linea, lasciando in funzione solo la breve tratta fino Altstätten FFS. Nel 1958 la società RhStB  cambiò nome in Società di trasporto della Valle del Reno (RHV).
Il 2 giugno 1973 cessò del tutto il servizio tranviario RHV e venne sostituito con autobus. Fino al 31 maggio 1975 i treni della ferrovia San Gallo-Gais-Appenzello continuarono ad arrivare alla stazione ferroviaria principale di Altstätten-municipio, poi la linea venne definitivamente chiusa e smantellata.